# Far Cry 3: Blood Dragon
Far Cry 3: Blood Dragon je akční dobrodružná videohra, kterou 1. května 2013 vydala společnost Ubisoft pro platformy Xbox 360, PlayStation 3 a Microsoft Windows. Jedná se o samostatnou videohru ke hře Far Cry 3. Hráč hraje za kyborga jménem Rex Power Colt. Ten je vyslán na ostrov s cílem zabít velitele jednotek Omega Force.
Remasterovaná verze s názvem Classic Edition byla vydána 16. prosince 2021 pro platformy PlayStation 4, Windows a Xbox One, později i pro Google Stadia. Tato verze byla později součástí season passu hry Far Cry 6. Hra byla původně vytvořena jako DLC.
Recenzenti chválili herní soundtrack a návrat do 80. let, zatímco kritizovali krátkou kampaň a malý počet vedlejších úkolů. Celkově se prodalo více než milion kopií.

## Příběh
Hra se odehrává v dystopickém světě roku 2007, došlo k jaderné válce. Rex a Spider jsou američtí vojáci vybavení implantáty a mechanickými částmi. Oba jsou vysláni na nejmenovaný ostrov, aby našli bývalého agenta Sloana. Když ho najdou, Sloan zabije Spidera a omráčí Rexe.
Rexe probudí Sloanův asistent doktor Darling. Společně se rozhodnou zabránit agentovi ve zničení světa. Po znovuzískání několika základen z rukou nepřítele je Rex přenesen do paralelní dimenze, kde musí porazit armádu nemrtvých. Poté, co se mu to podaří, získá takzvanou Killstar, novou zbraň, s níž je schopen zabít Sloana.
Když Rex svého nepřítele najde, ukáže se, že ho Sloan předtím přeprogramoval a Rex ho tak nyní nemůže zabít. V tu chvíli si Rex vzpomene na dialogy s doktorem Darlingem a přítelem Spiderem. Vzpomene si, že má duši a následně dokáže Sloana zabít.

## Obsazení
- Rex "Power" Colt - Michael Biehn
- T.T. "Spider" Brown - Phil LaMarr
- Dr. Elizabeth Darling - Grey DeLisle
- Dr. Carlyle - Robin Atkin Downes